# Tom Olsen
Tom Olsen es un deportista estadounidense que compitió en vela en la clase Star. Ganó cuatro medallas en el Campeonato Mundial de Star entre los años 1986 y 1999.

## Palmarés internacional
| \| Campeonato Mundial \| Campeonato Mundial \| Campeonato Mundial \| Campeonato Mundial \| \| Año \| Lugar \| Medalla \| Clase \| \| ------------------ \| ------------------------ \| ------------------ \| ------------------ \| \| 1986 \| Capri (Italia) \| Medalla de bronce \| Star \| \| 1987 \| Chicago (Estados Unidos) \| Medalla de oro \| Star \| \| 1988 \| Buenos Aires (Argentina) \| Medalla de bronce \| Star \| \| 1999 \| Punta Ala (Italia) \| Medalla de oro \| Star \| |                          |                   |       |
| Campeonato Mundial |                          |                   |       |
| Año | Lugar                    | Medalla           | Clase |
| 1986 | Capri (Italia)           | Medalla de bronce | Star  |
| 1987 | Chicago (Estados Unidos) | Medalla de oro    | Star  |
| 1988 | Buenos Aires (Argentina) | Medalla de bronce | Star  |
| 1999 | Punta Ala (Italia)       | Medalla de oro    | Star  |